# Nicolaus Örn
Nicolaus Örn, född 1683 i Råneå, var en svensk äventyrare som kallade sig prinsen av Lappland. Enligt Aubry de La Motraye var han son till en kringvandrande skomakare. År 1702 gav sig Nicolaus Örn, iförd samedräkt, ut på resa till Danmark, Tyskland och Italien och väckte uppseende överallt. Han återkom till Sverige 1705 men begav sig redan året därpå ut på en ny resa. År 1707 gav Örn i Bremen ut en kort Lapplandsbeskrivning på tyska. Han fortsatte till Holland, Frankrike och Ryssland. År 1710 häktades han i Astrachan och satt i fängelse i fem år. Han sägs ha rymt ur fängelset och därefter ha dött i Astrachan.
Valdemar Lindholm skrev i början av 1900-talet en roman om Nicolaus (Nils) Örn.